# Octon (Hérault)
Octon település Franciaországban, Hérault megyében. Lakosainak száma 520 fő (2022. január 1.). Octon Brenas, Celles, Clermont-l’Hérault, Lavalette, Liausson, Mérifons, Mourèze, Le Puech, Salasc és Lunas-les-Châteaux községekkel határos.

## Népesség
A település népességének változása:
| Lakosok száma | 253  | 243  | 350  | 408  | 476  | 510  | 527  | 522  | 520  | 520  |
|               | 1968 | 1982 | 1990 | 2006 | 2013 | 2015 | 2017 | 2019 | 2020 | 2022 |